# Cogniauxia
Cogniauxia é um género botânico pertencente à família Cucurbitaceae.

## Espécies
| - Cogniauxia ampla - Cogniauxia auriculata - Cogniauxia brazzaei | - Cogniauxia cordifolia - Cogniauxia podolaena - Cogniauxia trilobata |

1. ↑  «Cogniauxia — World Flora Online». www.worldfloraonline.org. Consultado em 19 de agosto de 2020